# Material textil

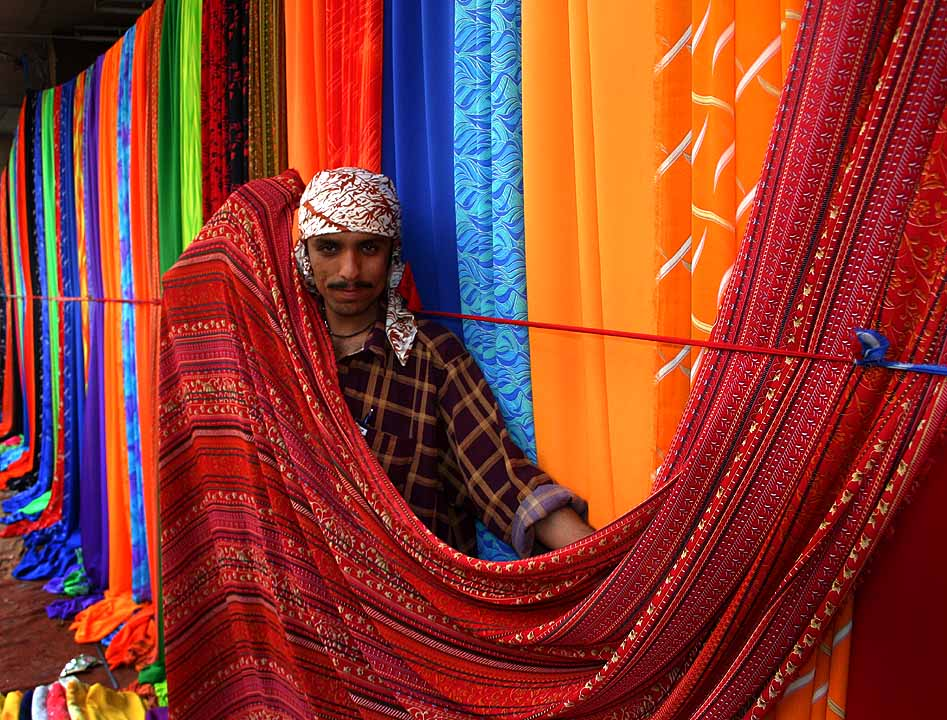
Vânzător de materiale textile în piața textilelor din Karachi, Pakistan.

Un material textil, adesea folosit la plural, materiale textile sau doar textile (cuvânt originar din latinescul texere = a țese, a tricota), este un material flexibil, constând dintr-o rețea de fibre naturale, sintetice sau un amestec al acestora, care sunt toarse prin diferite procedee manuale sau mecanice. Textilele pot fi produse prin țesere, împletire, înnodare, croșetare si prin presare.
Termenul textile se poate referi la
- Fibrele textile folosite în țesătorii
- Țesături sau stofe din care vor fi confecționate hainele
- Textile ca produse finite ca de exemplu îmbrăcăminte.
- După utilizare materialele textile se pot împărți în textile pentru uz casnic (în locuință), personal (îmbrăcăminte) și scop industrial.

Țesăturile din care se produc îmbrăcămintele trebuie să aibă anumite proprietăți printre care trebuie să fie termoizolatoare, să nu irite pielea etc.
În producția pe scară largă a țesăturilor în industria textilă se folosesc mașinile de țesut, care sunt urmașele modernizate ale războiului de țesut și fusului de tors folosit pentru împletirea firului din caier.
Țesăturile groase care necesită alte tehnici de producere sunt covoarele, catifeaua, postavul, abaua. 
Textilele sunt compuse după structură din stofe, tricotaje, țesături. Confecționarea hainelor constă din croire după măsură și coaserea împreună a bucăților textile croite anterior.

## Industria textilă în România
Istoria industriei textile din România începe în anii 1600, odată cu înființarea breslelor țesătorilor în Moldova, Muntenia și Transilvania.
Abagiii, postăvarii, pâslarii și mătăsarii își deschid mici ateliere în care fac haine, covoare, pături și ștergare.
Bumbac încep să cultive în anii 1700.
În anul 2014 textilele erau al patrulea cel mai important produs de export al României după contribuția la total.
În urmă cu mai bine de un deceniu acesta era cel mai important produs de export, însă odată cu migrația mai multor furnizori către piețele din Asia și odată cu atragerea de noi investitori, textilele au căzut pe poziția a patra.
Criza financiară și economică a eliminat peste 100.000 de locuri de muncă din industria textilă locală.
În 2012, cele circa 8.000 de companii care activau în domeniu mai aveau doar 217.000 de salariați, față de 340.000 în 2008, ultimul an de boom economic,
și 448.200 în 2004.
Cei mai mari 15 producători locali de textile și încățăminte, care angajează aproape 10.000 de oameni ca să croiască și să coasă pentru Calzedonia, Hugo Boss, Debenhams H&M sau Inditex (proprietarul Zara), au obținut în anul 2013 afaceri de peste 3 miliarde de lei.
Lucrătorii din producția de textile în România sunt de regulă plătiți cu salarii de sub 1.000 de lei (220 de euro), de multe ori cu salariul minim pe economie, mai ales cei din provincie.
Salariile din industrie sunt cu 30% sub media pe economie.
Potrivit informațiilor deținute de Ziarul financiar, furnizate de jucătorii din piață, prețul produselor poate ajunge în magazine și de zece ori mai mare decât cel cu care un produs pleacă pe poarta fabricii.
Industria textilă contribuie cu 11% la exporturile României și a pierdut în ultimul deceniu primul loc în favoarea industriei auto și a componentelor auto.
La un total al exporturilor estimat în anul 2014 la 52 mliarde euro, croitorii români au trimis peste graniță produse în valoare de 5,7 miliarde euro.
La începutul anilor 2000 fabricile de confecții erau responsabile de o treime din exporturile țării.
România și-a redus în ultimele două decenii producția de încălțăminte și ciorapi cu 60% până la 94%.